# Pselaphodes flexus
Pselaphodes flexus (лат.) — вид мелких коротконадкрылых жуков рода Pselaphodes из подсемейства ощупники (Pselaphinae, Staphylinidae). Название дано по особенностям строения (изогнутый апикальный членик усика).

## Распространение
Юго-Восточная Азия: Китай, Yunnan.

## Описание
Мелкие жуки-ощупники, длина тела около 3 мм, красновато-коричневого цвета. Голова длиннее своей ширины. Передние голени с широкой треугольной шпорой, средний вертлуг с одним шипиком. Средние тазики простые, без шипов. Пронотум округлённый на переднебоковых углах с крупным метавентральным выступом. Апикальные членики IX—XI жгутика усика увеличенные, апикальный членик усика изогнутый. Глаза примерно из 25 фасеток. Второй тарзомер простой, линейный, не увеличенный. Срединная метавентральная ямка отсутствует. Нижнечелюстные щупики (по крайней мере, некоторые сегменты из группы II—IV) асимметричные, округло расширенные или слегка выступающие латерально. Голова с фронтальной ямкой. Глаза выступающие. Усики прикрепляются у переднего края головы; булава усиков 3-члениковая; скапус отчётливо длиннее педицелля. Ноги тонкие и длинные; бёдра утолщённые. В основании надкрылий по две ямки. Брюшко короткое (его длина явно меньше ширины).

## Систематика
Впервые описан в 2012 году китайскими колеоптерологами Zi-Wei Yin и Li-Zhen Li (Shanghai Normal University, Шанхай, Китай). По своим признакам наиболее близок к видам Pselaphodes erlangshanus и Pselaphodes zhongdianus.